# Канавінська (станція метро)
56°19′08″ пн. ш. 43°55′32″ сх. д. / 56.31889° пн. ш. 43.92556° сх. д.
Кана́вінська (рос. Кана́винская) — станція Сормовсько-Мещерської лінії Нижньогородского метрополітену. Розташована між станціями «Московська» і «Бурнаковська». Відкрита 20 грудня 1993 року у складі першої черги Сормовської лінії.

## Виходи
Виходи зі станції розташовані на розі Московського і Сормовського шосе у мікрорайоні Гордіївський. Біля станції знаходяться кілька торговельних центрів та сквер імені Героя Радянського Союзу В. Казакова.

## Технічна характеристика
Конструкція станції —  Односклепінна мілкого закладення

## Оздоблення
Підлога оздоблена гранітом, стеля пофарбована в жовтий колір, посередині нього розміщені 4 ряди світильників. Одночасно працюють тільки 2 з них — або крайні, або середні. Колійні стіни знизу оздоблені чорним і сірим мармуром.